# Plausibilità scientifica di Gravity
Gli eventi narrati nel film Gravity sono stati analizzati tecnicamente da molti esperti di astrofisica, nonché da veri astronauti; tutti, pur apprezzando la bellezza estetica del film, hanno messo in evidenza come vari aspetti della trama siano del tutto irrealistici.
Una ricca analisi, ad esempio, fu offerta online dall'italiana Samantha Cristoforetti, che, giudicando positivamente aspetti quali gli effetti visivi e le musiche, e mettendo in risalto come elementi quali il telescopio spaziale Hubble, la Stazione spaziale internazionale e il veicolo spaziale Sojuz siano stati per lo più fedelmente riprodotti nei più piccoli particolari, evidenziò come numerosi eventi della trama non potrebbero accadere nella realtà.
Il presidente dell'istituto nazionale di astrofisica italiano, Giovanni Bignami, in proposito ha scritto su La Stampa: «Gravity è da vedere, ma con giudizio. Nel senso che vuole essere simile alla tecno(fanta)scienza di Apollo 13 o di Uomini veri, ma non ci riesce del tutto, anzi. Il segreto per vedere fino in fondo Gravity di Cuaròn senza ridere o senza andarsene è munirsi di sospensione dell'incredulità. Cioè quella cosa per cui lo spettatore deve far finta di crederci».

## Imprecisioni e aspetti irrealistici
Segue una serie di aspetti analizzati da Samantha Cristoforetti e da Scott Parazynski, quest'ultimo appositamente intervistato per Vulture, blog della rivista New York.

### Operazioni di riparazione del telescopio

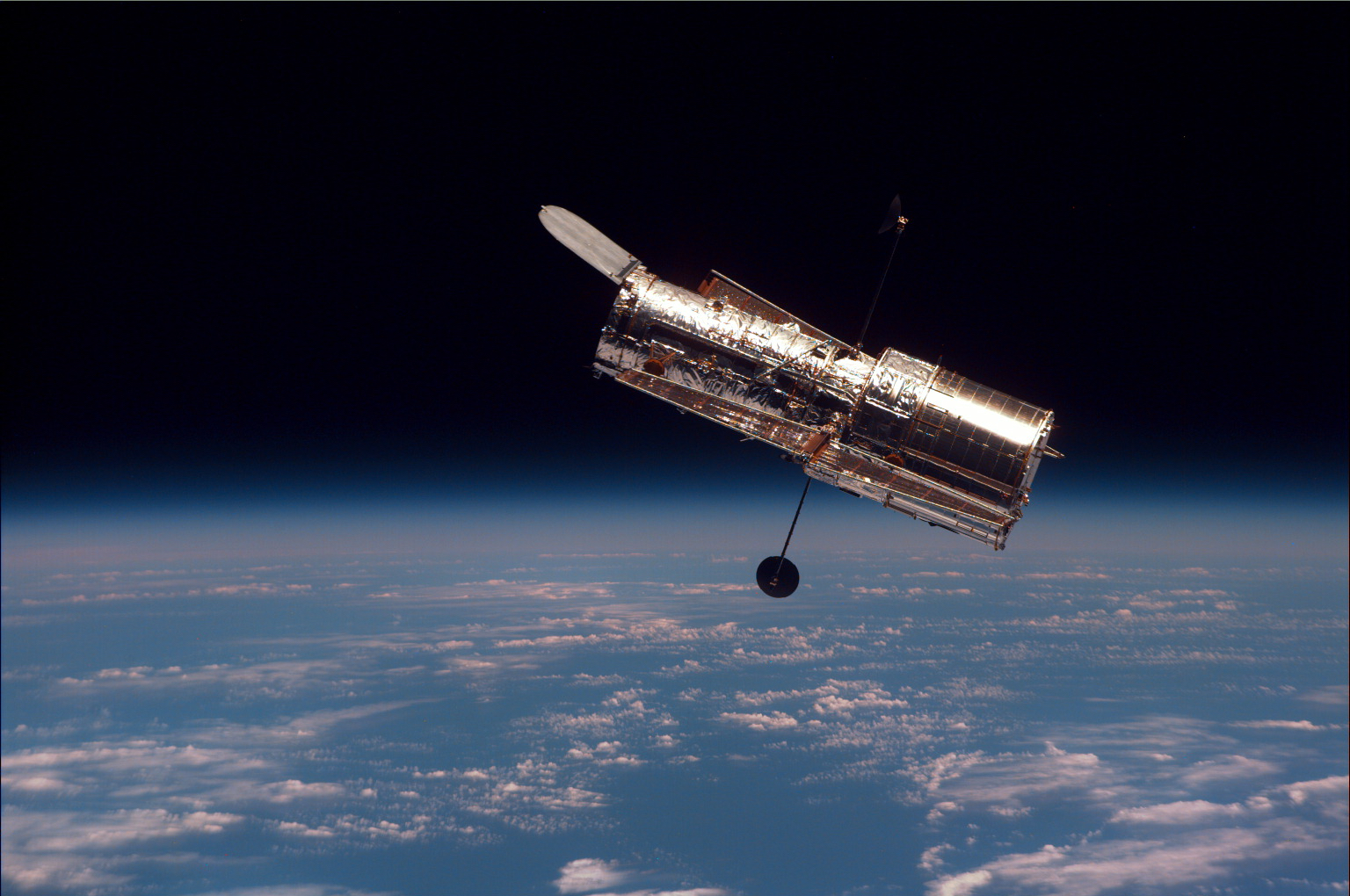
Il telescopio Hubble

Rispetto al modo con cui gli astronauti compiono le operazioni di riparazione del telescopio nel film, è stato fatto notare come nella realtà ci si muova più lentamente. Per spostarsi non viene utilizzato il jet pack sulla schiena degli astronauti, ovvero il Manned Maneuvering Unit, il cui uso è previsto solo in casi di emergenza per tornare rapidamente verso la stazione. Le tute, molto rigide e munite di snodi metallici, limitano i movimenti. Anche il campo visivo dall'interno del casco è limitato.
Anche fosse possibile circolare con rapidità, comunque, un astronauta non imiterebbe mai il comportamento mostrato da Kowalski nel film nelle vicinanze del telescopio; anche un piccolo urto, infatti, danneggerebbe la struttura, a partire dai pannelli solari che la ricoprono.
Durante una passeggiata spaziale, inoltre, i membri dell'equipaggio sono collegati alla struttura da un cavo aggiuntivo, mentre nessun attrezzo viene fatto fluttuare senza essere legato con un cavo.

### Satelliti e detriti
I satelliti per le comunicazioni, chiamati TDRS, si trovano ad un'altitudine di circa 36.000 chilometri, non possono quindi essere danneggiati da detriti provenienti da un'orbita terrestre molto più bassa, come quella del satellite distrutto dai russi nel film.
Se degli astronauti fossero davvero investiti da detriti, considerate le velocità in gioco, non avrebbero nemmeno il tempo di rendersene conto. Quelli colpiti direttamente soffrirebbero di processi di combustione, mentre quelli comunque sottoposti ad urti, come i protagonisti del film, soffrirebbero di ferite molto gravi. La possibilità che dei detriti finiscano nella stessa orbita della Stazione Spaziale Internazionale esiste anche nella realtà, ma tali detriti sono costantemente monitorati e, se necessario, basta cambiare di poco l'orbita della stazione per evitarli. Altri esperti hanno sottolineato, comunque, come sia un'esagerazione la rapida formazione dell'ammasso di detriti: nella realtà ci vorrebbero settimane, se non mesi o anni.

### Il trasferimento da Hubble alla stazione spaziale

Le differenze di altitudine e inclinazioni orbitali tra il telescopio spaziale Hubble e la Stazione spaziale internazionale

Nella realtà il trasferimento dal telescopio Hubble alla Stazione spaziale internazionale non potrebbe avvenire come proposto nel film, innanzi tutto perché si trovano in orbite completamente diverse: Hubble ad un'altitudine di circa 559 chilometri con un'inclinazione orbitale di 28,5 gradi, mentre la Stazione spaziale internazionale si trova ad un'altitudine di circa 420 chilometri con un'inclinazione orbitale di 51,65 gradi. Con tali significative differenze nei parametri orbitali, nella realtà sarebbe quindi impossibile viaggiare tra loro senza un'adeguata preparazione e pianificazione, e senza il supporto di tecnologie appropriate e una grande quantità di carburante, sicuramente più di quella che potrebbe contenere il jet pack di cui è munito il protagonista del film.

### Il momento in cui il comandante si sgancia dalla collega
Nella realtà, ammesso che abbia un motivo valido per farlo, se un astronauta sganciasse il moschettone o un altro dispositivo che lo lega alla stazione o ad un altro veicolo, non andrebbe alla deriva nello spazio, almeno non senza l'intervento di altre forze, rimanendo a fluttuare sul posto.

### Le stazioni spaziali e le navicelle abbandonate
Anche ammettendo che stazioni spaziali abbandonate finiscano nella stessa orbita di un astronauta, queste non sono munite di maniglie esterne e i portelli si aprono, per offrire una sicurezza maggiore, verso l'interno e non verso l'esterno. La pressione interna degli airlock infatti esercita una spinta verso l'esterno. Per tale motivo, inoltre, è impossibile aprire un portello senza prima depressurizzare l'airlock.

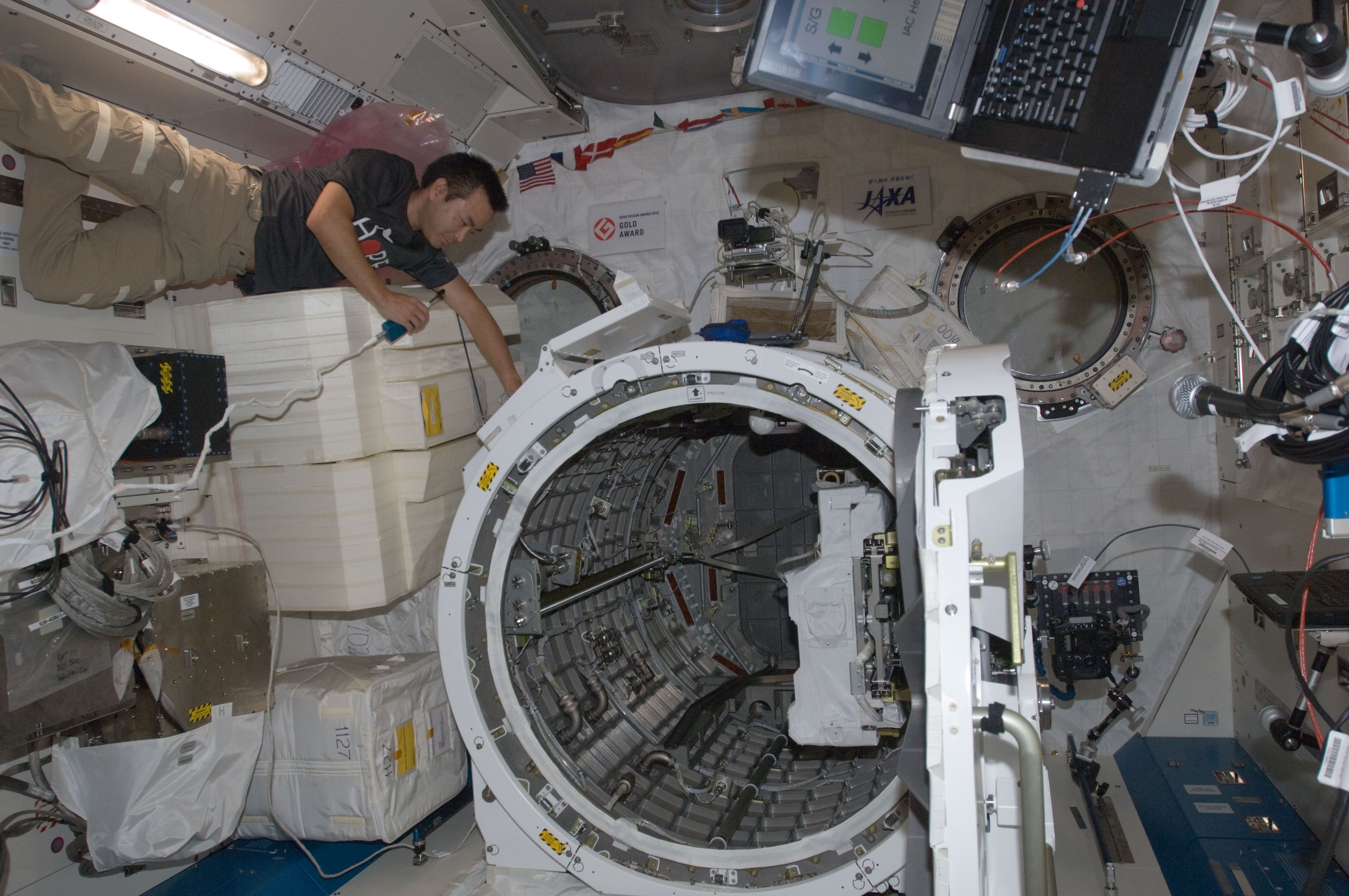
Un airlock della ISS

La Stazione Spaziale Internazionale è tipicamente munita di due navicelle Sojuz; se è stata abbandonata da un intero equipaggio, tipicamente composto da sei persone, è probabile che siano state utilizzate entrambe, in quanto una, in grado di contenere al massimo tre persone, non sarebbe sufficiente. La messa in funzione di una navicella Sojuz richiede più tempo di quello mostrato nel film, in modo da avviare tutti i vari sistemi di stabilizzazione oltre che di sopravvivenza a bordo. Non è possibile aggirare alcuni sistemi automatici di atterraggio come fatto dalla protagonista nel tentativo di avvicinarsi alla Tiangong 1; i razzi, ad esempio, si attivano automaticamente secondo i dati registrati da un radioaltimetro.
Navicelle come le Sojuz, al contrario di quello che si vede nel film, non sono predisposte per fare passeggiate spaziali; l'operazione di sgancio del paracadute in fase di atterraggio, così come il rilascio di funi, si effettua dall'interno. In fase di rientro è anche fondamentale calibrare adeguatamente il sistema di decelerazione, cosa che nel film non avviene. Anche se navicelle come la Sojuz e la cinese Shenzhou non sono primariamente progettate per atterrare in mare, hanno sistemi di sicurezza per rallentare l'affondamento.

### L'uso dell'estintore
L'utilizzo di un estintore per spostarsi sarebbe del tutto inutile a meno di calcolare un perfetto posizionamento e orientamento che consentano di spostarsi verso la destinazione desiderata. Nello spazio non è infatti possibile spostarsi attraverso un semplice orientamento visivo.

### Abbigliamento

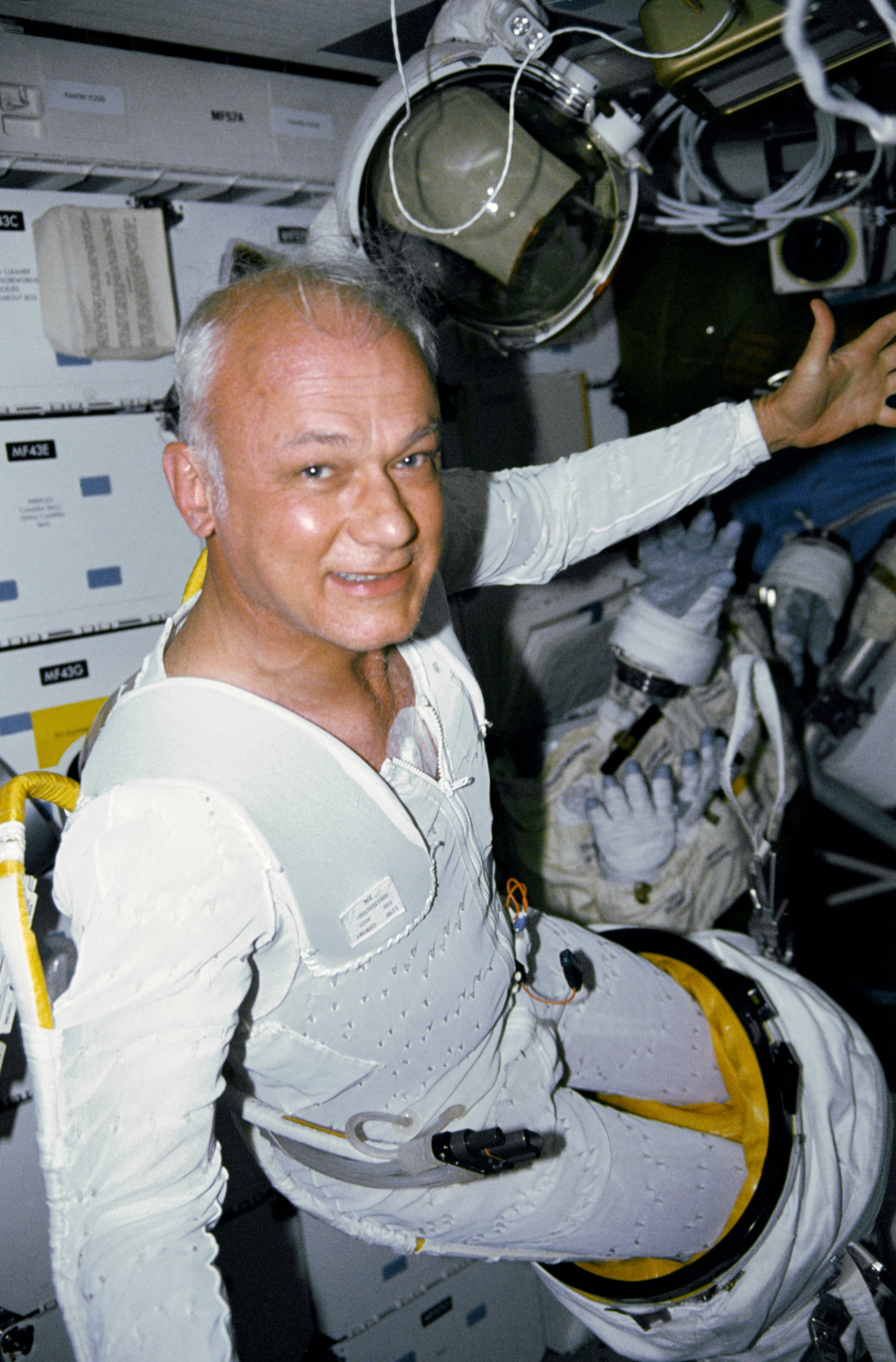
Come appare un astronauta sotto la tuta; nella foto Bruce McCandless

Quando la dottoressa Stone si toglie la tuta spaziale, appare in normale biancheria intima. In realtà gli astronauti usano biancheria più coprente e protettiva, sotto una speciale maglia con circa cento metri di tubicini; questi contengono dell'acqua in circolo che serve a raccogliere ed espellere all'esterno, attraverso un apposito sublimatore, il calore corporeo. Oltre a tale indumento, chiamato Liquid Cooling and Ventilation Garment, nel film si nota l'assenza anche del Maximum Absorbency Garment.
Di conseguenza togliersi la tuta nella realtà richiede molto più tempo di quello proposto nel film; in proposito Luca Parmitano ha dichiarato che ci si impiega circa mezz'ora.

### Altre imprecisioni
- È stato giudicato del tutto irrealistico l'atteggiamento poco professionale tenuto dal personaggio di George Clooney nella prima parte del film, inoltre è anche poco plausibile che stessi membri dell'equipaggio, dopo aver passato molti mesi insieme ad addestrarsi, non si conoscano bene a vicenda prima di partire per una missione.[6]
- La dottoressa Stone dice di essersi sottoposta ad un addestramento di sei mesi prima della missione, tale periodo di tempo è stato giudicato troppo breve rispetto a quello a cui si sottopongono i veri astronauti, soprattutto se devono affrontare missioni impegnative; Samantha Cristoforetti prima di mettere piede nella stazione spaziale internazionale si sottopose ad un addestramento di oltre due anni.[3]
- In caso di pianto, le lacrime non si staccano dal viso per via della tensione superficiale.[5][9]
- In merito all'esaurimento dell'ossigeno, si esaurirebbe prima l'unità di purificazione dell'anidride carbonica, soffrendo quindi prima di intossicazione che di mancanza di ossigeno.[2]
- L'astrofisico Neil deGrasse Tyson ha fatto notare come nel film i detriti dei satelliti vengono fatti orbitare verso ovest, mentre nella realtà la quasi totalità dei satelliti terrestri orbitano nella direzione opposta.[9]
- Neil deGrasse Tyson ha anche messo in evidenza come, in assenza di gravità, i capelli della protagonista avrebbero dovuto galleggiare sopra la sua testa.[9]

## La risposta del regista
In occasione dell'uscita in home video del film, il regista ha avuto occasione di rispondere alle critiche sulla plausibilità scientifica dell'opera dichiarando:
(Alfonso Cuarón)

## Aspetti realistici del film
Tra gli aspetti realistici del film invece figurano:
- l'esistenza di una missione di riparazione del telescopio: prima del film ce ne sono state cinque;
- la distruzione artificiale di un satellite con conseguente generazione di detriti, anche questo evento già verificatosi;
- la Stazione Spaziale Internazionale, il telescopio Hubble e le navicelle Sojuz sono state per lo più riprodotte con accuratezza nei minimi particolari; anche gli attrezzi usati dai protagonisti sono molto simili a quelli usati nella realtà. A tal proposito Michael Massimino ha dichiarato: «Niente era fuori posto, e non mancava niente. In una delle mie passeggiate spaziali ho utilizzato una pinza tagliacavi unica nel suo genere, e nel film avevano quella pinza. E Hubble sembrava il vero Hubble. Penso che si siano presi alcune libertà perché il modo in cui va una vera passeggiata spaziale non avrebbe molto di cinematografico. Sarebbe piuttosto noiosa»;[9] anche Samantha Cristoforetti ha apprezzato la ricostruzione grafica, descrivendola come "perfetta: guardando il film era come essere sulla Stazione Spaziale;[11]
- il suono non si propaga nello spazio anche nella realtà;
- la conservazione del momento è riprodotta in modo plausibile;
- le panoramiche della Terra viste dallo spazio sono verosimili;
- gli effetti di riflessione, rifrazione ed assorbimento della luce sono accurati.